# Campo trincerato di Treviso

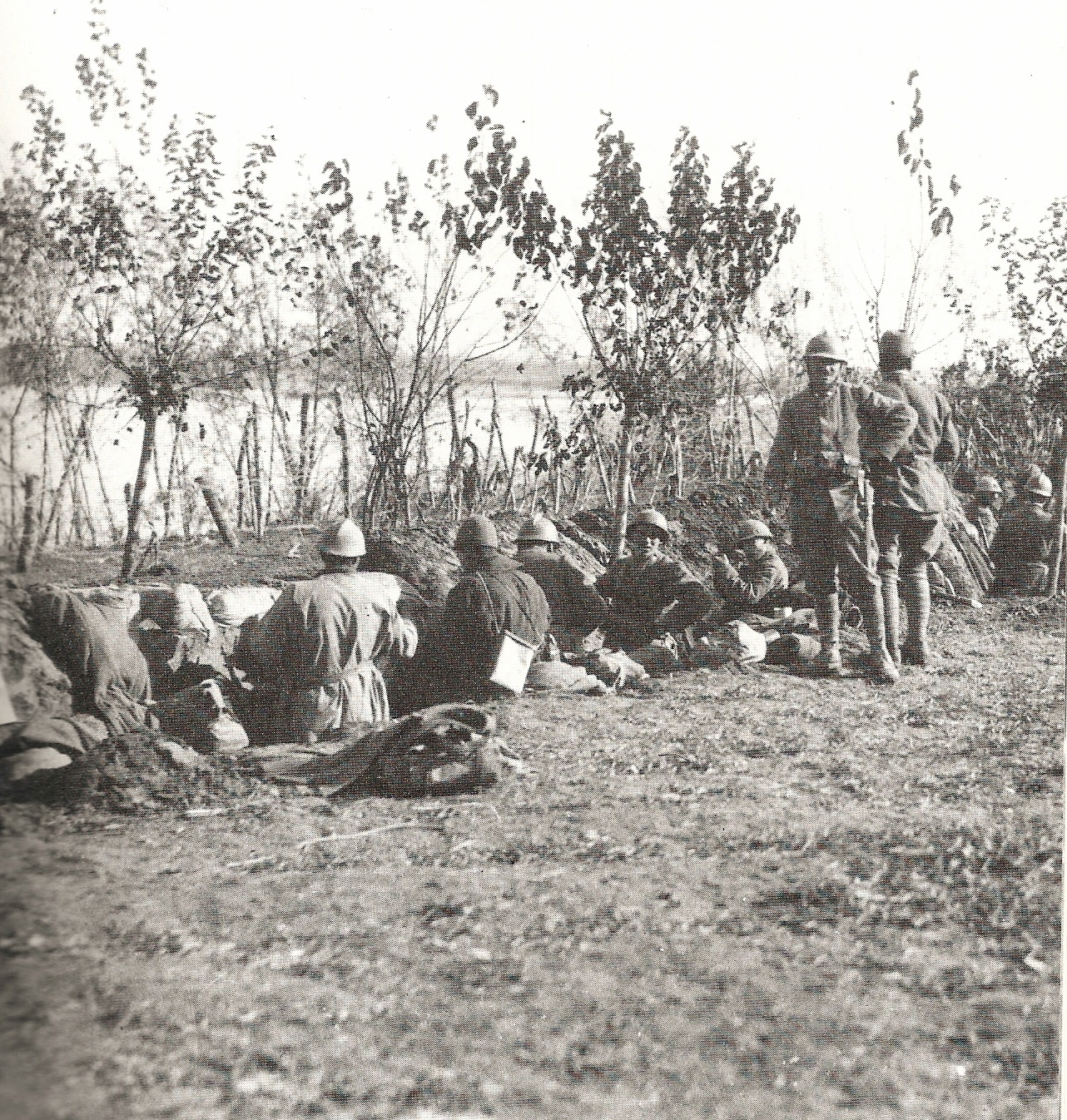
Trincee nell'argine destro del Piave (1917)

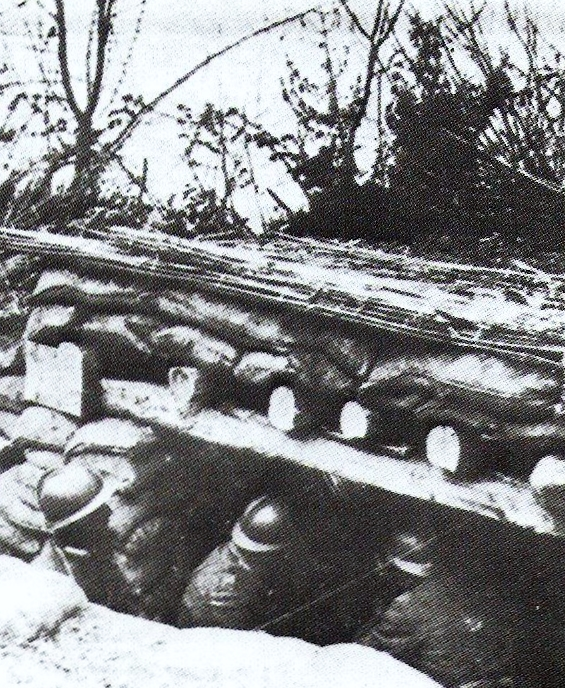
Postazioni italiane sul Piave.

Fronte dopo la battaglia di Caporetto

Il campo trincerato di Treviso era un sistema difensivo costruito durante la prima guerra mondiale per la protezione della città di Treviso e dei paesi limitrofi.

## Origini e la costruzione
I primi studi su di un sistema difensivo della pianura veneta risalgono al 1882, per opera del generale Cosenz. Cadorna li rielaborò ampliandoli attorno alle città di Treviso, Padova e Vicenza e collegandoli tra loro seguendo fiumi, colline e qualsiasi elemento naturale che si prestasse ad una posizione difensiva.
I lavori di costruzione tuttavia, iniziarono solo dopo la battaglia degli Altipiani del 14 maggio 1916, chiamata dal generale austriaco Conrad "Strafenexpedition" e non finirono se non poco prima della battaglia di Vittorio Veneto (24 ottobre - 4 novembre 1918).
Le trincee erano profonde più di due metri e rivestite da elementi realizzati con rami intrecciati e bloccati da pali infissi nel terreno. Le fortificazioni in cemento armato, secondo il progetto iniziale, dovevano trovarsi ad una distanza di 300 metri dall'altro e continuare per tutta la trincea. Il fortino consisteva appunto di una piccola cavità con feritoia, nella quale poteva essere piazzata una mitragliatrice.
La costruzione delle trincee, provocò notevoli malumori da parte della popolazione, la quale vide i propri campi distrutti o irraggiungibili a causa delle enormi buche. Ma la realizzazione del campo trincerato provocò altri problemi, come nel caso di Padernello (TV), dove un'intera contrada si trovò senza acqua a causa di questi lavori.

## La Grande Guerra
Dopo la rotta di Caporetto il fronte italiano si era attestato lungo il fiume Piave, dato che questo era l'unico ostacolo naturale che dividesse a sud-est pianura veneta. Più a nord infatti si trova il Montello, il quale benché non sia particolarmente elevato (371m s.l.m.), offre una buona visibilità e quindi un buon punto difensivo. Il sistema difensivo del Montello era collegato al campo trincerato di Treviso, il quale presentava le prime fortificazioni proprio sul fiume Piave e proseguiva fino a cingere Treviso in una sorta di anello. Questi sistemi di trincee erano poi collegate ad un sistema difensivo della laguna di Venezia, con i nomi di campo trincerato di Mestre e di Chioggia, creando quindi un grande fronte lungo tutto il corso del Piave.
Durante la battaglia del Solstizio, le linee italiane furono messe in grande difficoltà. Nella zona del Montello l'esercito austro-ungarico attraversò il Piave ed occupò il colle fino al paese di Volpago. Pochi giorni dopo venne respinto oltre il fiume Piave dal Regio Esercito, anche grazie ad un sistema difensivo molto ramificato che consentiva una rapida riorganizzazione delle truppe.

## Cosa resta oggi
Oggi resta ben poco di queste fortificazioni. Finita la guerra i contadini ripresero possesso dei campi e ricoprirono le trincee per poter ritornare a coltivare. Tanti fortini in cemento armato furono demoliti per lo stesso motivo. Gli elementi in legno delle trincee furono recuperati ed utilizzati come combustibile.
Negli ultimi anni, a ricordo del centenario della prima guerra mondiale, diverse associazioni e pro loco si sono attivate nel recupero e restauro dei vari fortini scampati alla rovina; un esempio lo si trova a Ponzano, dove in aperta campagna è stato restaurato un bunker del campo trincerato.